# 1064
| 1064               |
| ------------------ |
| Dødsfald - Fødsler |
|                    |

| Gregoriansk kalender | 1064 MLXIV              |
| Ab urbe condita      | 1817                    |
| Armensk kalender     | 513 ԹՎ ՇԺԳ              |
| Kinesiske kalender   | 3760 – 3761 癸卯 – 甲辰 |
| Etiopisk kalender    | 1056 – 1057             |
| Jødisk kalender      | 4824 – 4825             |
| Hindukalendere       |                         |
| - Vikram Samvat      | 1119 – 1120             |
| - Shaka Samvat       | 986 – 987               |
| - Kali Yuga          | 4165 – 4166             |
| Iransk kalender      | 442 – 443               |
| Islamisk kalender    | 456 – 457               |

Konge i Danmark: Svend 2. Estridsen 1047-1074
Se også 1064 (tal)

## Begivenheder
- Harald Hårderådes plyndringer af de danske kyster, afsluttes ved en fredsaftale ved Götaelven med Svend 2. Estridsen.